# Hypselecara coryphaenoides
Hypselecara coryphaenoides és una espècie de peix de la família dels cíclids i de l'ordre dels perciformes.

## Morfologia
- Els mascles poden assolir 16 cm de longitud total.[1][2]

## Hàbitat
És una espècie de clima tropical entre 22 °C-30 °C de temperatura.

## Distribució geogràfica
Es troba a Sud-amèrica: conca del riu Amazones (rius  Negro, Trombetas, Tapajós, Maués i Uatumã), afluents del curs superior del riu Orinoco i conca del riu Aguaro.